# Teofil Jankowski
Teofil Jankowski (ur. 18 grudnia 1946 w Grodzisku Wielkopolskim) – polski strażak, generał brygadier, komendant główny Państwowej Straży Pożarnej (2002–2005).

## Życiorys
W maju 1999 postanowieniem Prezydenta RP Aleksandra Kwaśniewskiego otrzymał stopień nadbrygadiera, zaś w 2003 generała brygadiera. W okresie od 30 maja 2002 do 31 maja 2005 piastował funkcję komendanta głównego Państwowej Straży Pożarnej oraz szefa Obrony Cywilnej Kraju.
W 1996 odznaczony Krzyżem Kawalerskim Orderu Odrodzenia Polski.